# Marina (Kalifornija)
Marina je grad u američkoj saveznoj državi Kalifornija. Prema popisu stanovništva iz 2010. u njemu je živjelo 19.718 stanovnika.